# Margarethe Krojer
Margarethe “Grete” Krojer, geborene Dragschitz, (* 31. März 1954 in Gols) ist eine österreichische Politikerin (Grüne) und AHS-Lehrerin. Sie war von 2000 bis 2010 Abgeordnete zum Burgenländischen Landtag und Klubobfrau der Grünen im Burgenland.

## Ausbildung und Beruf
Krojer besuchte die Volksschule in Frauenkirchen und Wulkaprodersdorf, bevor sie an das Sportgymnasium Wiener Neustadt wechselte. Nach der Matura 1972 studierte Krojer Lehramt für Geschichte und Leibeserziehung an der Universität Wien. Krojer schloss ihr Studium 1977 mit dem akademischen Grad Mag. phil. ab. Danach war sie als AHS-Lehrerin für Geschichte, politische Bildung und Leibeserziehung am BG/BRG Eisenstadt tätig. Seit 1994 ist Krojer Gesundheitspädagogin. 

## Politik
Krojer ist seit 1992 Gemeinderätin in Wulkaprodersdorf und wurde 1994 zur Obfrau des Vereins „Interessenvertretung burgenländischer GemeindevertreterInnen“ gewählt. Zuvor war sie zwischen 1989 und 1995 Mitglied der Bürgerinitiative „Gegen Giftmüll“ Siegendorf gewesen. Krojer wurde am 28. Dezember 2000 in den Burgenländischen Landtag gewählt, wo sie das Amt der Klubobfrau annahm und zuletzt Bereichssprecherin für Energie, Frauen, Umwelt und Verkehr war. Sie kündigte im Vorfeld der Landtagswahl im Burgenland 2010 an, nicht mehr auf Platz 1 der Grünen Landesliste kandidieren zu wollen und wurde in der Folge auf Platz 2 des Landeswahlvorschlages der Grünen gereiht. Nachdem die Grünen bei der Landtagswahl eines ihrer beiden Mandate verloren, schied Krojer per 24. Juni 2010 aus dem Landtag aus. Krojer war von 1996 bis 2006 Landessprecherin der Burgenländischen Grünen. 

## Privates
Krojer wurde als Tochter des Eisenbahners Johann Dragschitz aus Wulkaprodersdorf geboren. Sie wuchs mit deutscher und kroatischer Muttersprache auf und ist verheiratet. 